# Langtongige kortschildkever
De langtongige kortschildkever (Stenus geniculatus) is een kever behorend tot familie der kortschildkevers (Staphylinidae). Hij werd wetenschappelijk beschreven door Johann Ludwig Christian Gravenhorst in 1806.

## Verspreiding
De soort komt voor in delen van Noordwest-Europa en Rusland.